# Tal Afar
Tal Afar (en turco Telafer) es una ciudad de Irak perteneciente a la gobernación de Nínive. Situada en la zona noroeste del país, a unos 450 kilómetros de Bagdad y a 70 kilómetros al oeste de Mosul. La ciudad cuenta con unos 200.000 habitantes. Desde junio de 2014 estuvo en manos del Estado Islámico. En ella hay una ciudadela de la época otomana, la Ciudadela de Tal Afar que en 2005 fue utilizado como base de Estados Unidos y en 2014 como cárcel de mujeres del Estado Islámico.

## Población

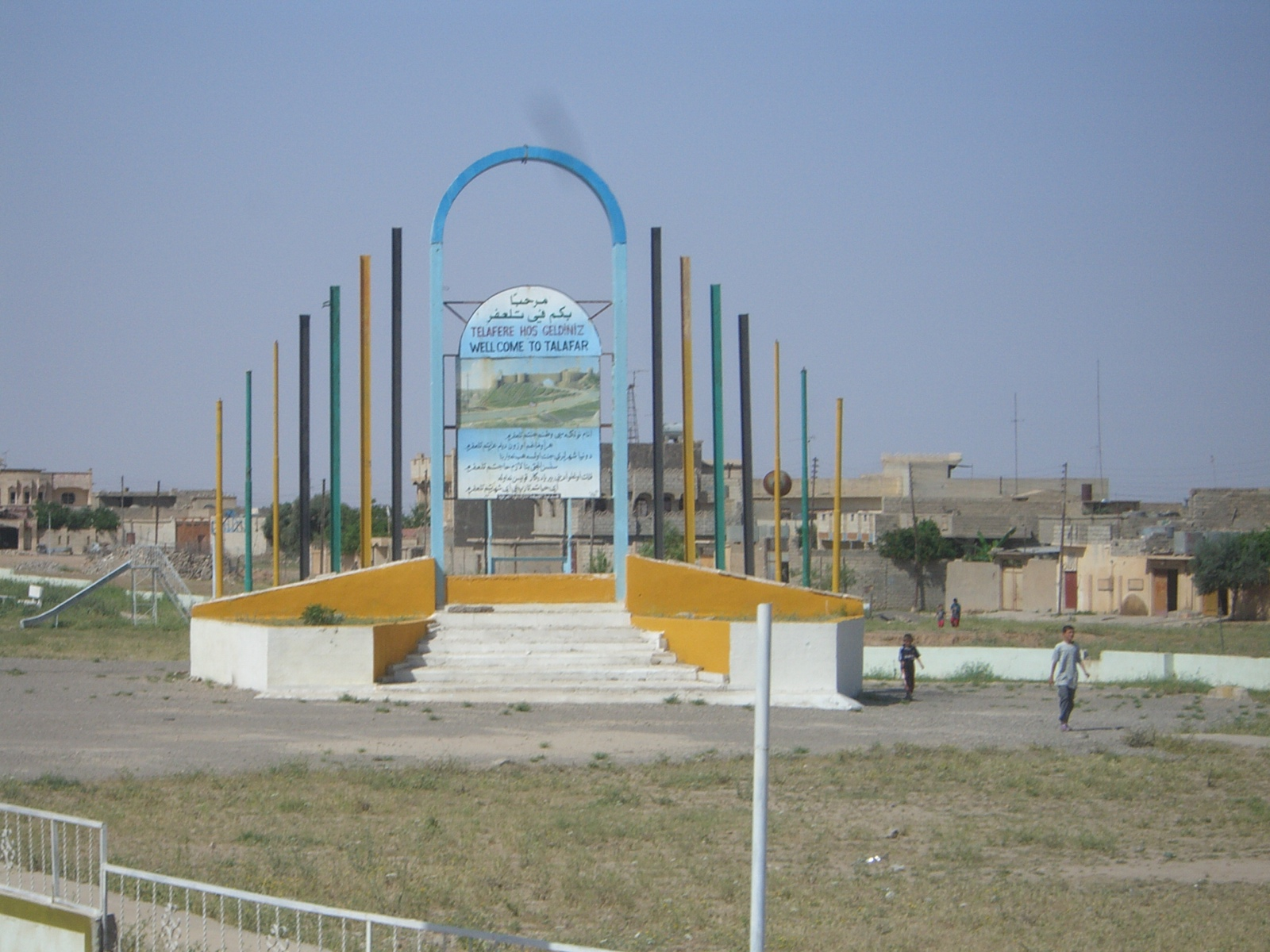
Entrada a la ciudad.

En 2014 la ciudad contaba con alrededor de 200 000 habitantes mayoritariamente de origen turcomano, tres cuartos de ellos son suníes y un cuarto chiíes.
La ciudad está emplazada en un terreno llano y desértico.

## Invasión de Dáesh
Dáesh capturó la ciudad el 16 de junio de 2014. A finales de 2016, el ejército iraquí y las Fuerzas de Movilización Popular comenzaron una operación para reconquistar la ciudad, capturando pequeñas aldeas al sur y el aeropuerto, preparándose para conquistar la ciudad.
El 1 de julio de 2017 el Estado Islámico reconoció su derrota en la batalla de Mosul y anunció el desplazamiento de la cúpula de mando a Tal Afar.
El 19 de agosto de 2017 el primer ministro de Irak, Haider al Abadi anunció el inicio de una ofensiva para recuperar la ciudad.
El 27 de agosto de 2017, después de una semana de ofensiva, el ejército iraquí recuperó la ciudad de manos de Dáesh, obligando al resto de miembros a huir a ciudades periféricas.